# Anthony Gatto
Anthony Commarota, más conocido como Anthony Gatto (Manhattan, 14 de abril de 1973) es un malabarista y artista de circo estadounidense que posee 9 récords mundiales de malabarismo. Es considerado unos de los mejores malabaristas de la historia. Fue el primer malabarista en recibir el Clown d' Or, máximo galardón del Festival Internacional de Circo de Montecarlo.

## Trayectoria
Su padrastro, Nick Gatto, era acróbata cómico de circo retirado que le enseñó a Gatto a hacer malabares y equilibrios cuando solo tenía cinco años. En 1981, asistió a la convención de la International Juggling Association (IJA) en Cleveland y compitió con 8 años en la categoría junior, donde obtuvo el primer puesto.
Tras su éxito, comenzó a actuar. Conoció al malabarista Dick Franco quién lo contrató para hacer espectáculos en Las Vegas a la edad de diez años. En 1986, actuó en el festival de la IJA en San José, realizando números precisos de malabares con 8 aros y 5 mazas. Años más tarde, de la mano de Melinda, la primera dama de la magia, se convirtió en artista trabajando en sus espectáculos de Las Vegas.
Se casó con Danielle, una bailarina profesional con la que había trabajado sobre la pista. Tras un descanso en su carrera, en el año 2000, apareció de nuevo en el Festival Internacional de Circo de Montecarlo, donde obtuvo el Clown d' Or y se convirtió en el primer malabarista en recibirlo.
En 2005, el productor estadounidense Alan Plotkin, grabó un documental en DVD llamado: Gatto, from Vaudeville Acro-Cat to the King of Juggling, con una duración de 2 horas y 20 minutos, relata la trayectoria artística de Nick y Anthony Gatto por más de 25 años.
En 2007, empezó a trabajar con el Cirque du Soleil en el espectáculo Koozå y desde 2010, en el espectáculo La Nouba. También trabajo una temporada en el Lido de París.
Gatto se retiró como malabarista y se dedicó a su empresa de construcción.

## Récords
Durante un tiempo compartió el récord de malabares con más anillos que se atrapaban al menos una vez. Además, posee otros récords mundiales de malabares, tales como:
Con anillos
- 8 anillos: 1 minuto 17 segundos en 1989.
- 9 anillos: 235 capturas en 2005.
- 10 anillos: 47 capturas en 2005.
- 7 anillos: 15 minutos 5 segundos en 2011.

Con mazas
- 6 mazas: 7 minutos 38 segundos en 2005.
- 7 mazas: 4 minutos y 24 segundos en 2005.
- 8 mazas: 16 capturas en 2006.

Con pelotas
- 8 pelotas: 1 minuto 13 segundos en 2006.
- 9 pelotas: 55 segundos en 2006.

## Reconocimientos
En el año 2000, asistió al Festival Internacional de Circo de Montecarlo y fue galardonado con el Clown d' Or, convirtiéndose en el primer malabarista en recibirlo.